# Städteschnellverkehrszug
Der Städteschnellverkehrszug, abgekürzt S, war eine Zuggattung des Schienenpersonennahverkehrs der Deutschen Bundesbahn (DB), die mit Beginn des Sommerfahrplans am 20. Mai 1951 neu eingeführt wurde. Die zuschlagsfreien Züge waren, analog zum gleichzeitig eingeführten Nahschnellverkehrszug (N), unterhalb des Eilzugs (E) aber oberhalb des Personenzugs (P) angeordnet. Untervarianten, mit beschränkter Platzzahl und beschränktem Raum für Reisegepäck, waren der Städteschnellverkehrs-Triebwagen (St) und der Städteschnellverkehrs-Schienenomnibus (Sto).
Städteschnellverkehrszüge verkehrten beispielsweise zwischen Nürnberg und Bamberg, in diesem Fall mit der Baureihe ET 56, oder zwischen Bonn und Aachen. Zum Sommerfahrplanbeginn am 23. Mai 1954 schaffte die DB die Zuggattung S wieder ab, in späteren Jahren wurde das Kürzel schließlich für S-Bahn-Züge erneut verwendet.